# 117506 Wildberg
117506 Wildberg è un asteroide della fascia principale. Scoperto nel 2005, presenta un'orbita caratterizzata da un semiasse maggiore pari a 2,1847585 UA e da un'eccentricità di 0,1280371, inclinata di 4,54778° rispetto all'eclittica.
Dal 19 febbraio al 13 aprile 2006, quando 118172 Vorgebirge ricevette la denominazione ufficiale, è stato l'asteroide denominato con il più alto numero ordinale. Prima della sua denominazione, il primato era di 99942 Apophis.
L'asteroide è dedicato all'omonima località tedesca dove ha anche sede l'osservatorio dello scopritore.